# Schilling Árpád (orvos)
Schilling Árpád (Noszoly, 1880. november 18. – Stuttgart, 1955) erdélyi magyar orvos, belgyógyász, sebész, homeopata orvosi szakíró.

## Életútja, munkássága
Középiskoláit a kolozsvári Református Kollégiumban és a szamosújvári Állami Főgimnáziumban végezte. Orvosi tanulmányait a zürichi egyetemen kezdte meg, majd a Kolozsvári Magyar Királyi Ferenc József Tudományegyetemen folytatta, ahol 1905-ben orvosi diplomát szerzett. Ezt követően a kolozsvári belgyógyászati klinikán gyakornok volt s Purjesz Zsigmond mellett, majd Budapesten sebészi képesítést nyert és az Irgalmas rend kórházában sebész alorvosként dolgozott 4 és fél évig. 1912-ben kinevezték Dicsőszentmártonba sebész főorvosnak. 
Az első világháborúban katonaorvosként vett részt. A háború után Nagyváradon telepedett le, ahol az Irgalmas rend kórházának főorvosa volt 1929-ig. Ekkor, mivel orvosi hivatásának meggyőződése szerinti gyakorlásában korlátozták, megvált állásától és magánorvosként dolgozott tovább homeopátiás gyógymódokat alkalmazva. Emiatt kizárták a Bihar megyei Orvos-, Gyógyszerész- és Természettudományi Egyletből. 1931-ben viszont Párizsban a Nemzetközi Homeopathia Liga alelnökévé választotta.
Tudományos tevékenységét is a homeopátia tárgykörében fejtette ki. Új irányelvek és eredmények az organotherápiában c. munkája az Erdélyi Orvosi Lapban jelent meg (Kolozsvár, 1924/15–16).